# Danh sách sông ở Các Tiểu vương quốc Ả Rập Thống nhất
Các Tiểu Vương quốc Ả Rập Thống nhất không có sông theo đúng nghĩa mà chỉ có suối cạn. Đây là danh sách các dòng suối cạn theo cửa biển đổ ra.

## Vịnh Ba Tư
- Wadi Afiya, ở Ras al-Khaimah[1][2]
- Wadi Bakhit, ở Ras al-Khaimah[3]
- Wadi al Batha (United Arab Emirates) ở Umm al-Qaiwain
- Wadi Bih ở Oman & Ras al-Khaimah [1][4][5][6][7]
- Wadi Faqara / Wādī Faqarah, ở Ras al-Khaimah[1][8]
- Wadi Ghalilah ở Ras al-Khaimah[1][9][10][11]
- Wadi Al Ghafiyyah, ở Ras al-Khaimah[1][9][12]
- Wadi Haqil / Wādī Ḩaqīl, ở Ras al-Khaimah[13]
- Wādī Kirībā|Wadi Kiriba / Wādī Kirībā, ở Ras al-Khaimah[1][14]
- Wadi Malahah, ở Ras al-Khaimah[9]
- Wadi Nahela / Wādī Ghēl / Wadi Ghil, ở Ras al-Khaimah[5][9]
- Wadi Naqab  ở Oman &  Ras al-Khaimah [1][5][9][15][16]
- Wadi Rahabah / Wādī Raḩbah, ở Ras al-Khaimah[1][3][5][9][17]
- Wadi Raibiya / Wadi Ar Rebiyyah, ở Ras al-Khaimah[1][9][18][19]
- Wadi Shaam / Wādī ash Sha'm / Wādī Sha'am, ở Ras al-Khaimah[6][9][10][20][21]

## Vịnh Oman
- Wadi Abadilah ở Fujairah[22]
- Wadi Ham / Wādī Hām, ở Fujairah[4][22][23][24]
- Wadi Hatta, ở Dubai & Oman[25][26][27]
- Wadi Hayl, ở Fujairah
- Wadi Helo, ở Sharjah[25]
- Wadi al Huwaybit / Wādī al Ḩuwaybīţ / Wādī Liḩwе̄biţ, ở Fujairah[9][28][29]
- Wadi Madha / Wadi Madhah / Wādī Maḩḑah, ở Fujairah & Oman[9][18][22][25][30]
- Wadi Qor / Wādī al Qūr / Wadi al-Qawr, ở Ras al-Khaimah & Oman[9][18][25][31][32]
- Wadi Saham, ở Fujairah[33][34]
- Wadi Shis / Wādī Shīs / Wadi Shi, Sharjah & Oman.[22][28][35]
- Wadi Siji / Wādī Sījī, ở Fujairah & Ras al-Khaimah[22][36]
- Wadi Wurayah / Wādī Wurayyah, ở Fujairah[4][22][37][38]
- Wadi Zikt / Wādī Zikt, ở Fujairah[4][6][10][22][28][39]

## Nội địa
- Wadi al Ain, ở Abu Dhabi (tiểu vương quốc)
- Wadi Arus,(phụ lưu của Wadi Shah), ở Ras al-Khaimah [1][40]
- Wadi Asimah / Wādī 'Asimah / Wādī 'Isimmah (phụ lưu của Wādī Sidr), ở Ras al-Khaimah[9][22][41]
- Wadi Atmar, (phụ lưu của Wadi Bih), ở Ras al-Khaimah
- Wadi Awsaq / Wādī Awsāq (phụ lưu của Wadi Tawiyaen), ở Fujairah [6][28][42]
- Wadi Baqal, (phụ lưu của Wadi Nahela), ở Ras al-Khaimah[1]
- Wadi Baqarah, (phụ lưu của Wadi Sifuni / Wadi Sifni), ở Ras al-Khaimah[18][22][23][43]
- Wadi Barid / Wādī Bārid, (phụ lưu của Wadi Munay`i / Wadi Munay), ở Ras al-Khaimah[18][25][44]
- Wadi Barut, phụ lưu của Wadi Ghalilah, ở Ras al-Khaimah [1][9][45]
- Wadi Halhal, phụ lưu của Wadi Ghalilah, ở Ras al-Khaimah [1][9][46]
- Wadi Halu, ở phụ lưu của Wadi Naqab, ở Ras al-Khaimah.[1][47][48][49]
- Wadi Al Hawari, ở Ras al-Khaimah[9]
- Wadi Al Hayilah / Wadi Hiyaila / Wadi Hiyailah (phụ lưu của Wadi al Bih), ở Ras al-Khaimah[9][50][51]
- Wadi Al Himriyyah, (phụ lưu của  Wadi Mu'taridah / Wadi Mutarid), ở Fujairah & Ras al-Khaimah[9]
- Wadi al Hiyar / Wādī Hiyār, (phụ lưu của Wadi Tawiyaen), ở Fujairah[9][18][28][52]
- Wadi Jib, (phụ lưu của Wadi Shah), ở Ras al-Khaimah [1][5][18][53]
- Wadi Khabb, phụ lưu của Wadi Ghalilah, ở Ras al-Khaimah[1][9][54][55]
- Wadi Khabb / Wādī Khabb (phụ lưu của Wadi Al Tawiyeen), ở Fujairah[1][9][18][28][56]
- Wadi Litibah, phụ lưu của Wadi Ghalilah, ở Ras al-Khaimah [1][57]
- Wadi Naqat, (phụ lưu của Wadi Shah), ở Ras al-Khaimah[1][58][59]
- Wadi Qada'ah, (phụ lưu của Wadi Bih), ở Oman & Ras al-Khaimah[1][9][60]
- Wadi Shah / Wadi Shehah, (phụ lưu của Wadi al Bih), ở Ras al-Khaimah[1][5][61]
- Wadi Shisah, (phụ lưu của Wadi Shah), ở Ras al-Khaimah[1][62]